# Áspri Ámmos
Áspri Ámmos (grec moderne : Άσπρη Άμμος) est une localité située dans le dème de Kavála, dans le district régional de Kavála, dans la periphérie de Macédoine-Orientale-et-Thrace, en Grèce.
Selon le recensement de 2011, elle compte 48 habitants.